# 北ソト語
北ソト語（きたソトご、北ソト語: Sesotho sa Leboa、英語: Northern Sotho language）は、南アフリカ共和国の公用語の一つである。2001年の国勢調査データによると、話者は4,208,980人で、南アフリカ共和国のハウテン州、リンポポ州、ムプマランガ州で話されている。

## 分類
北ソト語はバントゥー語系の言語で、ソト語（南ソト語）とツワナ語とは近い関係にある。

## 言語名
- ペディ語は北ソト語の方言であり、北ソト語全体を指して「ペディ語」と呼ぶのは誤りである。
- セソト サ レボア語 ?（Sesotho sa Leboa）

### ソフトウェア
- Spell checker for OpenOffice.org and Mozilla, OpenOffice.org, Mozilla Firefox web-browser, and Mozilla Thunderbird email program in Northern Sotho
- Translate.org.za Project to translate Free and Open Source Software into all the official languages of South Africa including Northern Sotho
- Keyboard with extra Northern Sotho characters